# Сокол-300
Сокол-300 — украинский проект ударного беспилотного летательного аппарата. Разрабатывается в конструкторском бюро «Луч» (ГосККБ «Луч») с середины 2019 года. Комплекс предназначен для ведения разведки и нанесения ударов на оперативную и тактическую глубину противника.
Впервые макет дрона представлен 6 ноября 2020 года на Жулянском машиностроительном заводе «ВИЗАР».

## Описание
«Сокол-300» вобрал в себя компоненты и системы ранее разработанных изделий на Украине, например: система контроля полета, инерционная система, система питания двигателя, целеуказания, пункт управления были позаимствованы у ракетного комплекса РК-360 МЦ «Нептун», а гиростабилизированная оптико-электронная прицельная станция наведения и система подвески ракет — от вертолётного противотанкового ракетного комплекса «Барьер-В».
Максимальная взлетная масса дрона, в зависимости от модификации, составляет от 1130 кг до 1225 кг. «Сокол-300» оснащается украинской оптико-электронной станцией. По оценкам, стоимость одного такого дрона из первой партии составляет 45,6 млн гривен (около 2 млн долларов). Но если производство будет осуществляться серийно, то цена может быть уменьшена на 30-40 %.

### Двигатель

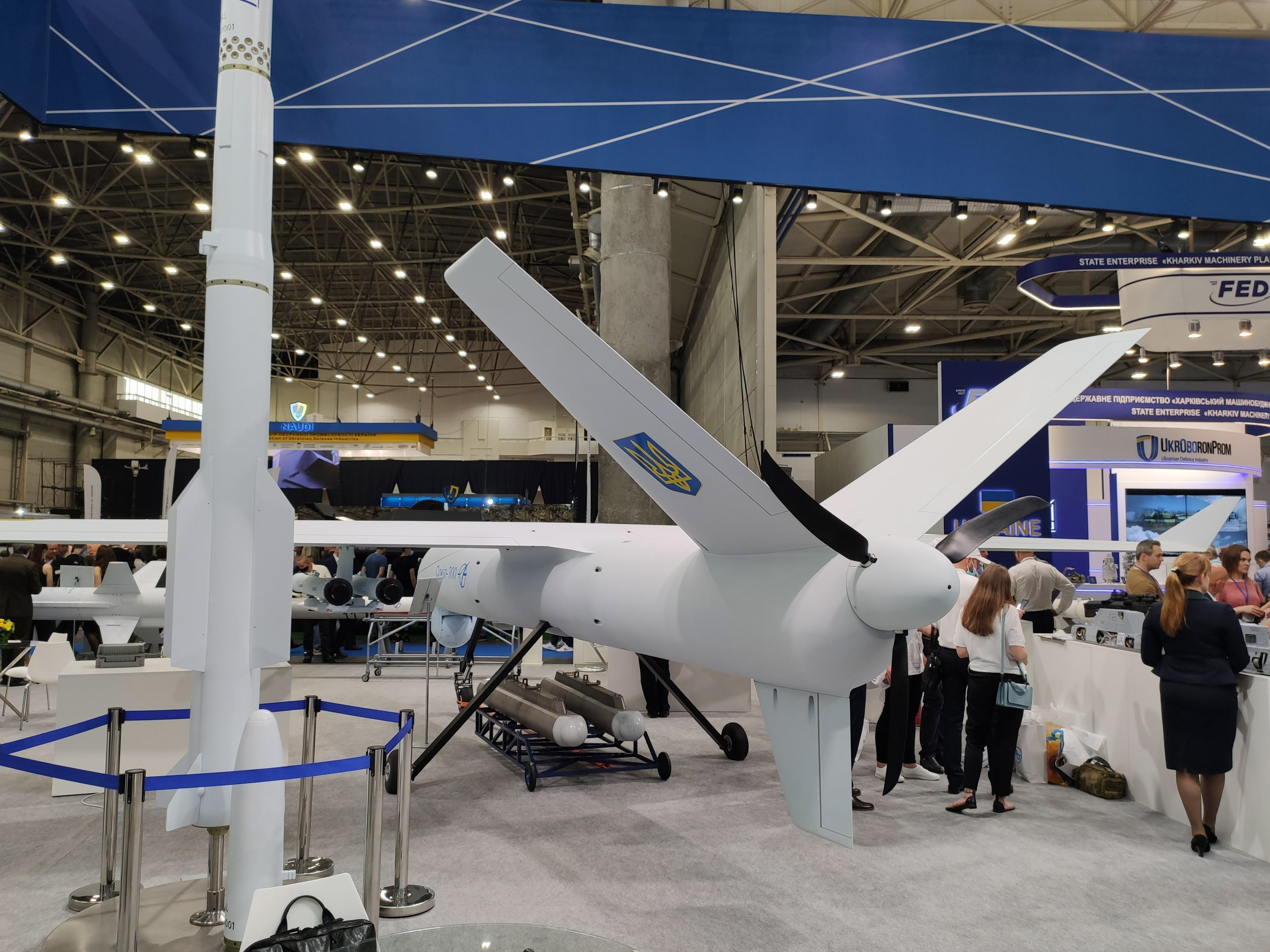
Хвостовое оперение и двигатель

Предусматривается возможность установки нескольких типов двигателей: украинские АИ-450Т2 и МС-500В-05С/СЕ, или Rotax 914 иностранного производства. В зависимости от установленного двигателя характеристики дрона разнятся.
С двигателем Rotax 914 наибольшая продолжительность полёта составляет 26 часов или максимальная дальность до 3300 км, что делает его идеальным для разведывательных целей. С двигателем МС-500В-05С/СЕ этот показатель составляет три часа или максимальная дальность более 1000 км. Крейсерская скорость составляет от 150 км/ч (Rotax 914) до 335 км/ч (МС-500В-05С/СЕ), с двигателем МС-500В-05С/СЕ дрон способен развить максимальную скорость до 580 км/ч.

### Управление и радиус действия
Управление дроном происходит с мобильного командного пункта, унифицированного с пунктом управления ракетного комплекса РК-360 МЦ «Нептун». Пункт управления включает в себя рабочие места двух операторов, аппаратуру связи с антенными постами, электростанцию и прочее. Радиус действия по радио каналу — 150 км, но благодаря ретранслятору может увеличиваться до 300 км. Система управления самолетом состоит из автопилота, бесплатной инерциальной навигационной системы, а также системы для полета по картам местности.

### Радиоэлектронное оборудование

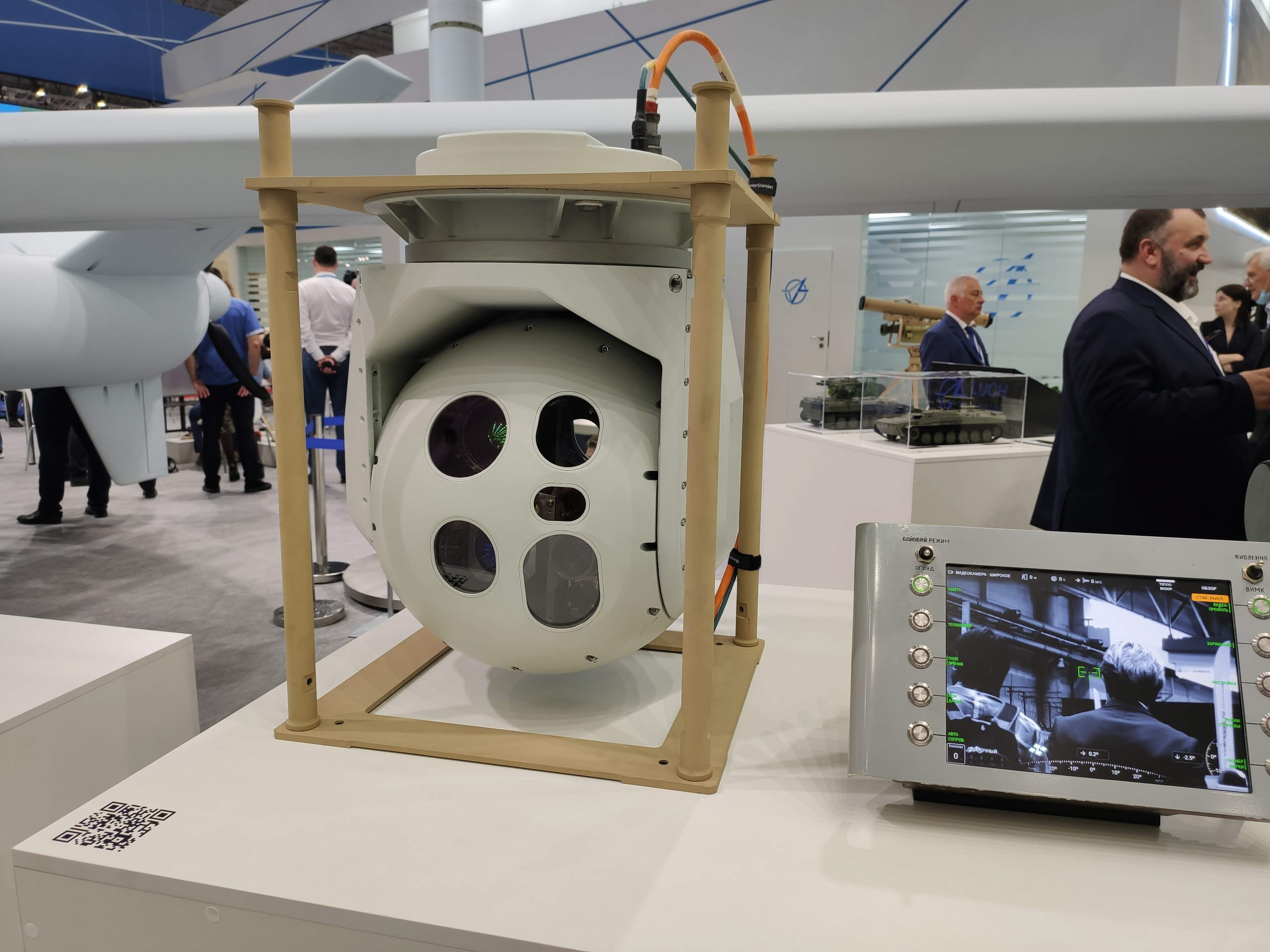
Оптико-электронная прицельная станция наведения

Инерционный блок с лазерными гироскопами (разработка КП СПС «Арсенал») служит для пространственной ориентации и поддержания режима полёта.
Дрон несёт гиростабилизированную оптико-электронную прицельную станцию наведения (разработка «Изюмский приборостроительный завод»), которая выполняет функции наблюдения, разведки, а также наведение по лазерному каналу управляемых ракет в любое время дня и ночи. Станция впервые была представлена широкой общественности в 2018 году и позже испытана в составе вертолётного противотанкового ракетного комплекса «Барьер-В».
В передней части дрона находится малогабаритная бортовая радиолокационная станция (БРЛС).
«Сокол-300» также имеет SAR — радиолокационную станцию с синтезированной апертурой (разработка «Радионикс»). Она обеспечивает выполнение дроном цифрового картографирования местности на высоте в 5 км с точностью в 30х30 см и ведение разведки в любую облачность.
Дрон также оснащён блоком GPS.

### Полезная нагрузка
Масса полезной нагрузки, которую может нести «Сокол-300», составляет 300 кг. Дрон оснащён комплексом управляемого противотанкового вооружения с ракетой от РК-2П (разработка ГосККБ «Луч») с дальностью действия до 10 км.

## ТТХ «Сокол-300»
- Размах крыла, м: 14
- Длина самолёта, м: 8,57
- Масса, кг
  - пустого: 535
  - максимальная взлётная: 1225
- Масса полезной нагрузки, кг: 300
- Тип двигателя: 1 x МС-500В-05С/СЕ
- Максимальная скорость, км/ч: 580
- Продолжительность полёта, ч: 5 часов
- Дальность полёта, км
  - нормальная: 1300
  - максимальная: 3300